# Inkakakadu
Az inkakakadu (Lophochroa leadbeateri) a papagájalakúak (Psittaciformes) rendjébe sorolt kakadufélék (Cacatuidae) családjában tartozó Lophochroa nem egyetlen faja.

## Rendszertani helyzete
A fajt Nicholas Aylward Vigors ír zoológus írta le 1831-ben, a Plyctolophus nembe Plyctolophus leadbeateri néven. Korábban a Cacatua nembe sorolták Cacatua leadbeateri néven.

### Alfajai
- Lophochroa leadbeateri leatbeateri (Vigors, 1831) - ez a törzsalak.
- Lophochroa leadbeateri mollis (Mathews, 1912) - az alapfajnál kisebb, bóbitája sötétebb vörös, a narancsszínű sáv halványabb, olykor teljesen hiányzik.

## Származása, elterjedése
Ausztrália nagy részén honos. Természetes élőhelyei a szubtrópusi vagy trópusi száraz erdők és cserjések. Nomád faj.

## Megjelenése, felépítése
Testhossza 40 centiméter, testtömege 360–480 gramm. Alapszíne fehér, feje, nyaka és begye lazacszínnel átszőtt, homloka sötétvörös. Előregörbülő bóbitájának bázisa skarlátvörös, ezt narancsszínű sáv követi, majd ismét skarlátvörös, végül a toll csúcsa fehér. Szárnya 27 centiméteres, a farka 14 centiméter hosszú. Az evezők és a faroktollak alsó felületén a tollak bázisa skarlátvörös. A hím írisze (szivárványhártyája) fekete, a tojóé sötét vörösesbarna. Mindkét nem csőre fehéres szaruszínű, lába sötétszürke.
A tojó bóbitáján a narancsszínű sáv szélesebb. A fiatal madarak és a tojók halványabbak a kifejlett hímeknél.

## Életmódja, élőhelye
Párban vagy kis csoportban él. Meglehetősen félénk faj. Aktív szárnycsapásokból és sikló szakaszokból álló röpte akrobatikus; ha kell, hátrafelé is repül.
Tápláléka magvakból, gyümölcsökből, diófélékből áll, nagyon szereti az akáciák és a vaddinnye magját; ezeket a földről is szívesen csipegeti.
Hangja kéttagú remegős kiáltás, vészjele három vagy négy harsány rikoltás.

### Szaporodása
Augusztus és december között költ; fészkelési ideje mintegy 55 nap. Fészkét eukaliptusz üregében építi. A fészekalj 2-4 tojás; ezeken 21–25 napig kotlik — a hím éjjel, a tojó nappal. A nagyjából hat hét után kirepülő fiókákat a két szülő közösen eteti, a fiatalok sokáig a családi kötelékben maradnak.

## Tartása
A legnehezebben nevelhető kakadufaj. Félénk, a környezetváltozásra érzékeny, de türelemmel, hosszú idő alatt megszelídíthető. Beszédkészsége nem jelentős, de pár szóra megtanítható.

## Képek

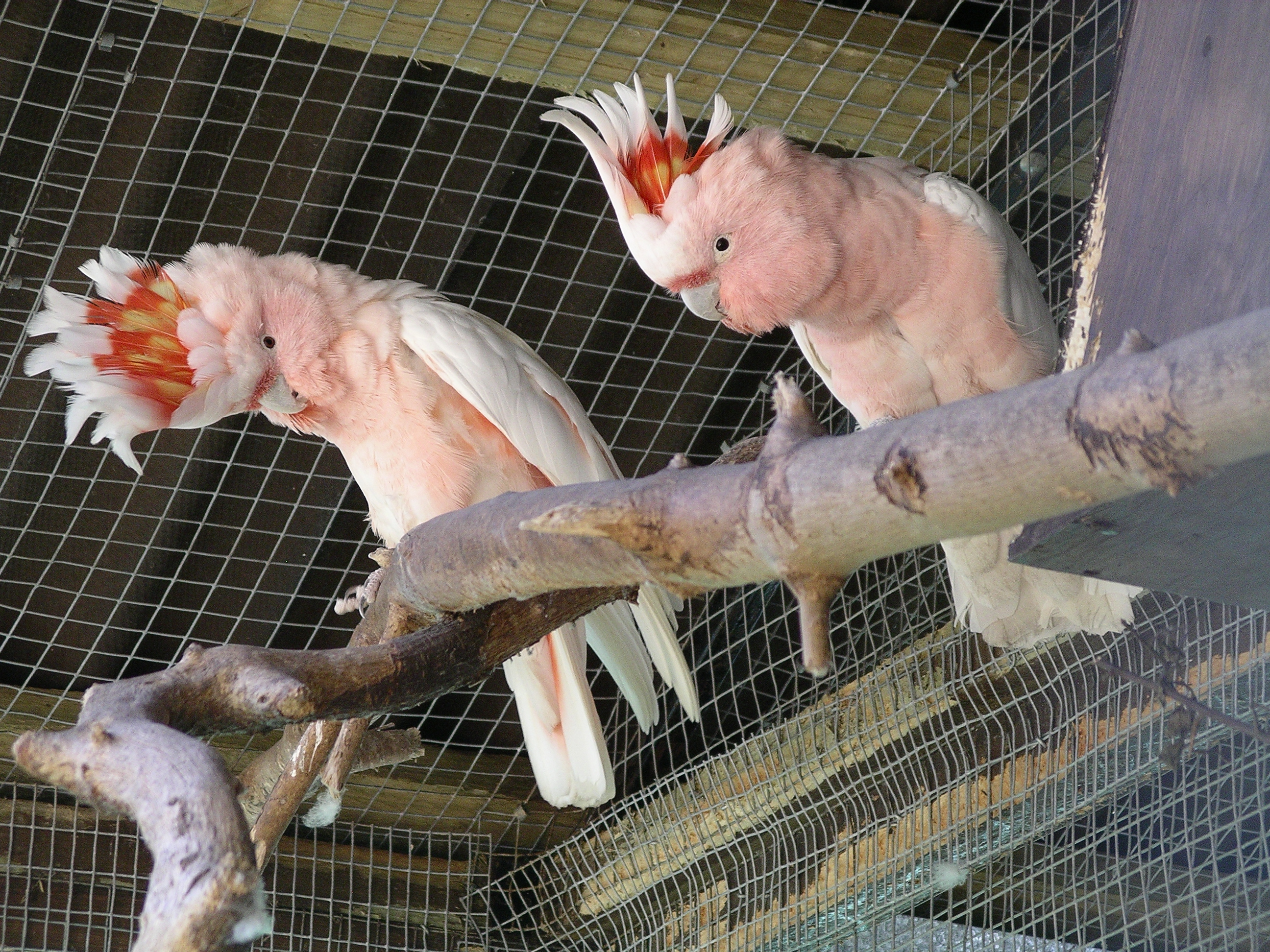
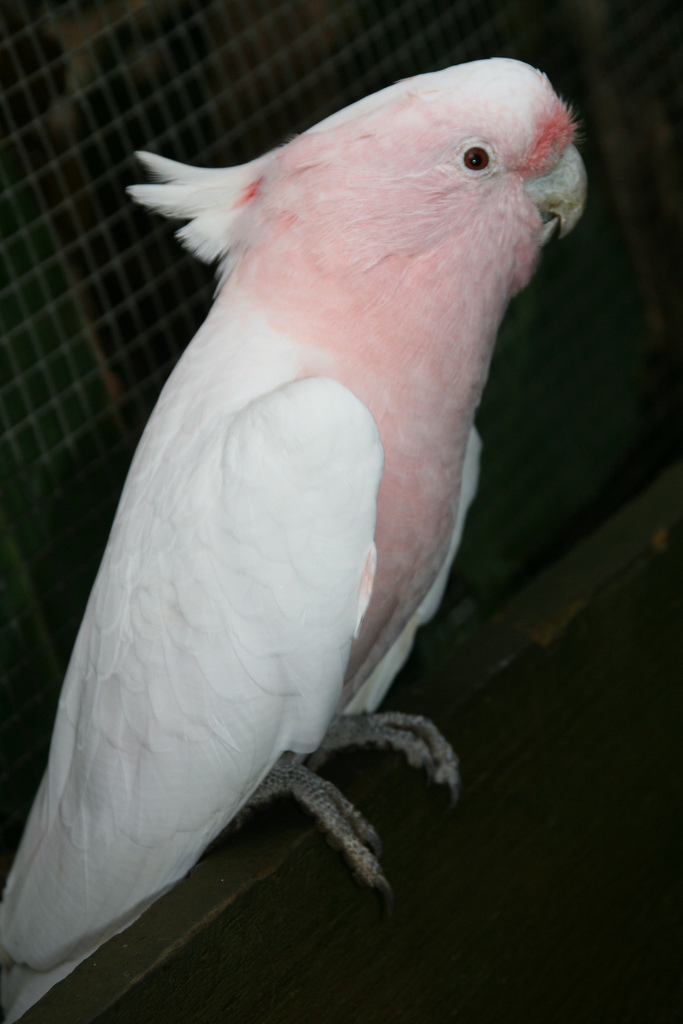
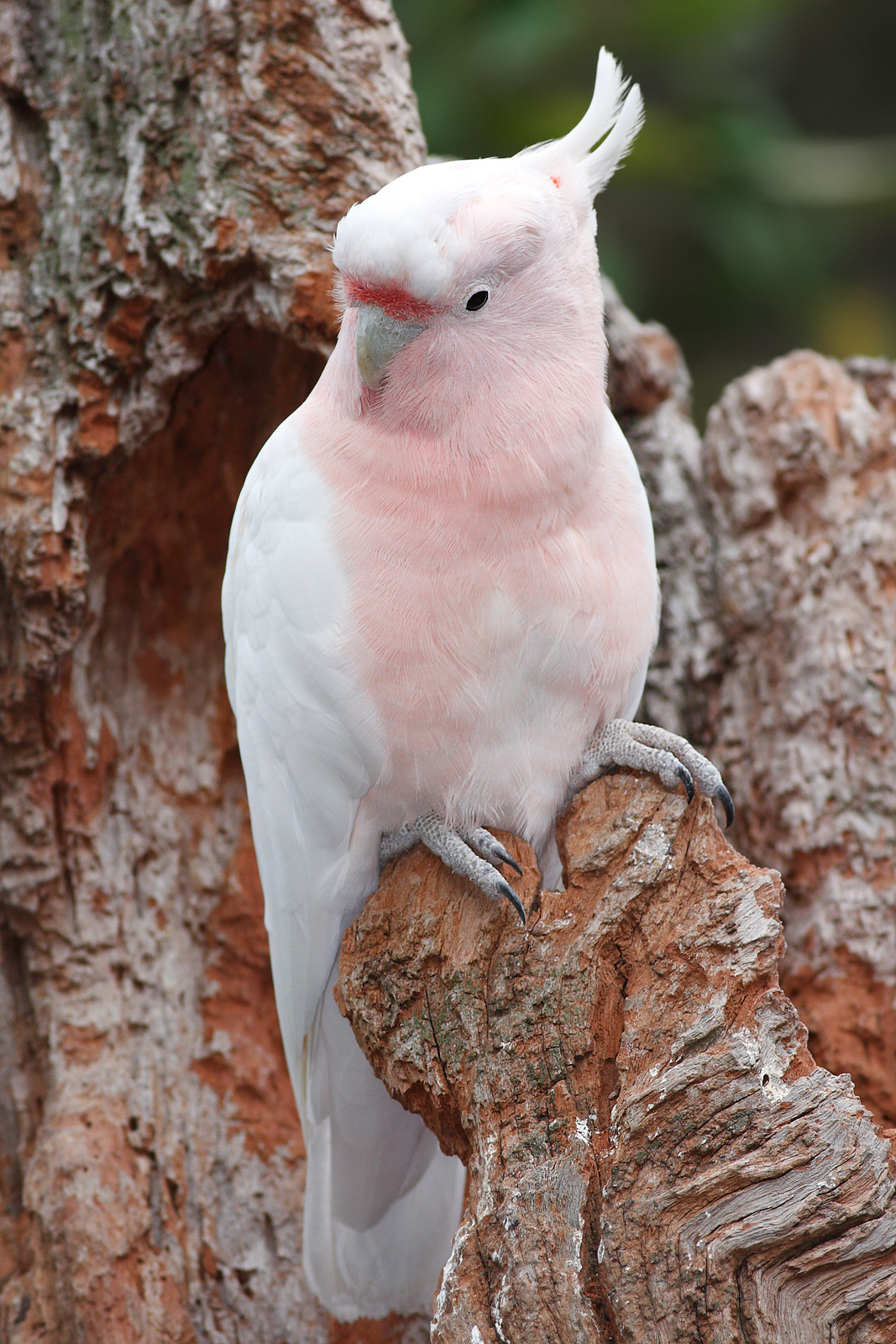
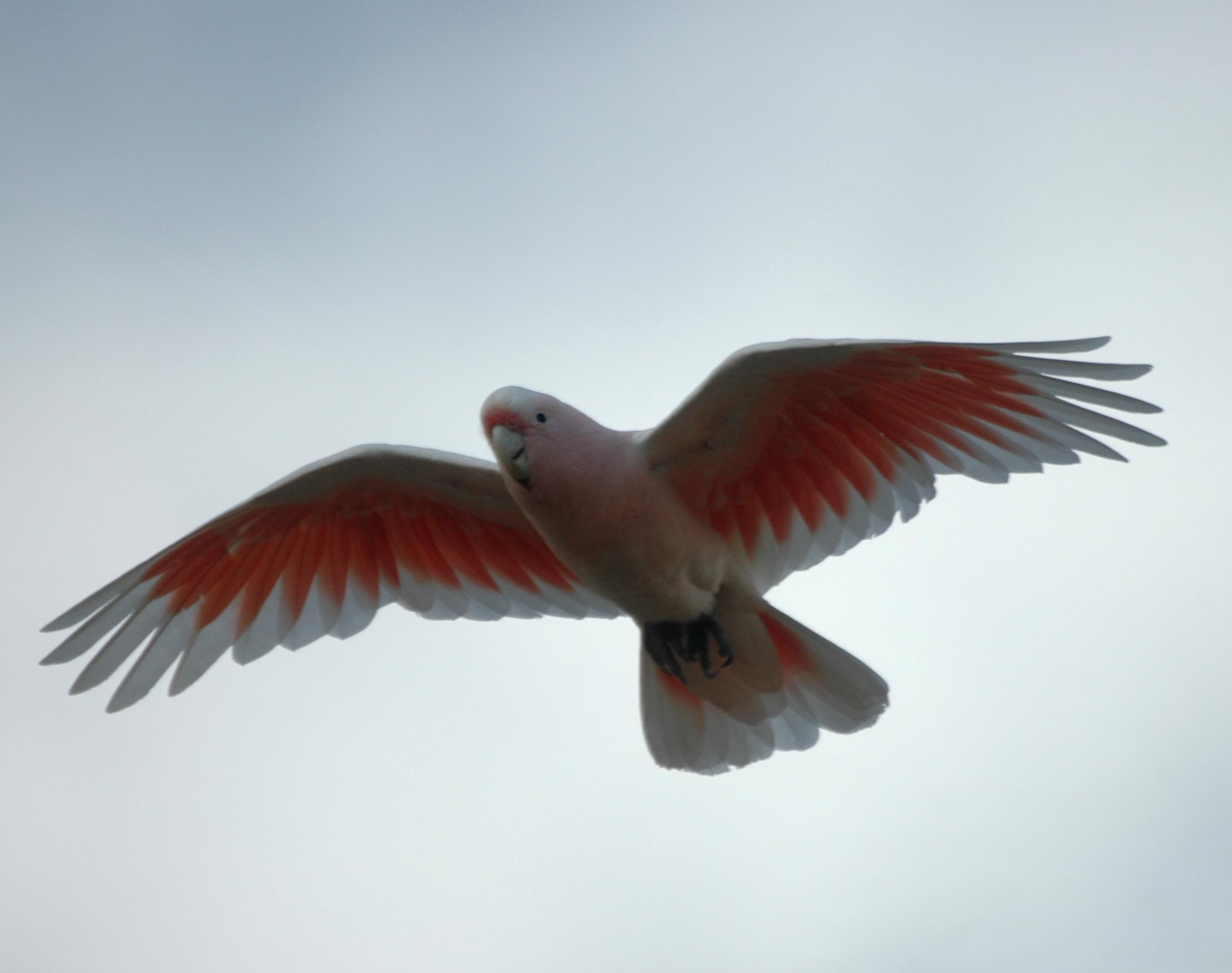

## Természetvédelmi helyzete
Elterjedési területe rendkívül nagy, egyedszáma nagy és stabil. A Természetvédelmi Világszövetség Vörös listáján nem fenyegetett fajként szerepel.